# 耶松·洛佩斯
耶松·洛佩斯（西班牙語：Yeison López，1999年9月1日—），哥伦比亚男子举重运动员，2017年泛美举重锦标赛男子77公斤级金牌得主、2023年泛美运动会男子89公斤级银牌得主、2024年泛美举重锦标赛男子89公斤级金牌得主、2024年夏季奥林匹克运动会男子89公斤级银牌得主。